# Gerda Kraan
Gerarda Maria »Gerda« Kraan-van der Pol, nizozemska atletinja, * 30. julij 1933, Leiden, Nizozemska.
Nastopila je na poletnih olimpijskih igrah v letih 1960 in 1964, ko je osvojila sedmo mesto v teku na 800 m. Leta 1962 je osvojila naslov evropske prvakinje v isti disciplini. 